# Azerbeidzjaanse Socialistische Sovjetrepubliek
De Azerbeidzjaanse SSR (Azerbeidzjaans: Азәрбајҹан Совет Сосиалист Республикасы, Azərbaycan Sovet Sosialist Respublikası; Russisch: Азербайджанская Советская Социалистическая Республика, Azerbajdzjanskaja Sovjetskaja Sotsialistitsjeskaja Respoeblika) was een socialistische sovjetrepubliek en de voorloper van het huidige Azerbeidzjan.
De Azerbeidzjaanse SSR zou op 5 december 1936 ontstaan uit de Transkaukasische Federatie. De Azerbeidzjaanse SSR zou overgaan in Azerbeidzjan, nadat de Sovjet-Unie in 1991 uiteen viel en hiermee zijn onafhankelijkheid herstellen.
De Azerbeidzjaanse ASSR werd op 28 april opgericht uit de Democratische Republiek Azerbeidzjan, na de opheffing van de Democratische Republiek Azerbeidzjan werd het grondgebied uitgebreid en op 12 maart 1922 opgeheven. Tijdens de Sovjetperiode trok het grootste deel van de woonachtige Armeense bevolking uit Nachitsjevaanse ASSR (autonome socialistische sovjetrepubliek) naar de Armeense SSR, waardoor haar percentage terugliep van 15 procent in 1926 naar 1,4 procent in 1979. Aan het einde van de Sovjettijd braken zware gevechten uit tussen de Armeense SSR en de Azerbeidzjaanse SSR over de controle over de grotendeels door Armenen bewoonde Nagorno-Karabachse Autonome Oblast. Dit mondde uit in de bezetting van dit gebied en de strook land ertussen door het Armeense leger, met hulp van troepen uit het Rode Leger, en de oprichting van de de facto onafhankelijke Armeense Republiek Nagorno-Karabach. Ook werd door Armenië de Karkistrook (Armeens: Tigranasjen) van Nachitsjevan bezet. Sindsdien houden vredestroepen uit Rusland toezicht op de wapenstilstand in het gebied. Nachitsjevan staat als autonome republiek wel effectief onder het bestuur van Azerbeidzjan.
De huidige president Kotsjarjan van Armenië was eerst president van de Republiek Nagorno-Karabach, terwijl de regerende Alijev-dynastie van Azerbeidzjan, afkomstig is uit Nachitsjevan.